# Ögat, Småland
Ögat är en sjö i Nässjö kommun i Småland och ingår i Motala ströms huvudavrinningsområde. Sjön är 9,1 meter djup, har en yta på 0,034 kvadratkilometer och befinner sig 316 meter över havet.